# Personnel de l'AAA
Pour un article plus général, voir Lucha Libre AAA Worldwide.
La Asistencia Asesoría y Administración (AAA) est une organisation professionnelle de catch basée à Mexico et œuvrant au Mexique et aux États-Unis. Les employés de la AAA incluent catcheurs professionnels (le nom de scène des employés est écrit à gauche, et le nom réel est écrit sur la droite), managers, arbitres, entrepreneurs et autres. La liste ci-jointe représente le personnel de la AAA.

## Catcheurs et catcheuses
| Nom de ring               | Nom réel                     | Notes                             |
| ------------------------- | ---------------------------- | --------------------------------- |
| Abismo Negro Jr.          | Miguel Ángel Lugo Torres     |                                   |
| Aero Star                 | [ Note 1 ]                   | [ 2 ]                             |
| Andy Panda Jr.            | [ Note 1 ]                   |                                   |
| Belcegor                  | [ Note 1 ]                   |                                   |
| Black Andromeda           | [ Note 1 ]                   |                                   |
| Charly Manson             | Jesús Luna Pozos             |                                   |
| Chessman                  | Kevin Citlali Zamora         | [ 3 ]                             |
| Cibernético               | Octavio López Arreola        |                                   |
| Colmillo de Plata         | [ Note 1 ]                   |                                   |
| Dave The Clown            | [ Note 1 ]                   | AAA World Trios Champion          |
| DMT Azul                  | [ Note 1 ]                   |                                   |
| Drago                     | Víctor Soto Flores           | [ 4 ]                             |
| Dulce Kanela              | [ Note 1 ]                   |                                   |
| El Fiscal                 | [ Note 1 ]                   |                                   |
| El Hijo de Dr. Wagner Jr. | [ Note 1 ]                   | AAA Latin American Champion       |
| El Hijo del Vikingo       | Emmanuel Roman Morales       | AAA Mega Champion                 |
| El Mesias                 | Gilbert Cosme                |                                   |
| Epydemius Jr.             | [ Note 1 ]                   |                                   |
| Forastero                 | [ Note 1 ]                   |                                   |
| Garra de Oro              | [ Note 1 ]                   |                                   |
| Histeria                  | [ Note 1 ]                   |                                   |
| Jessy Queen               | [ Note 1 ]                   |                                   |
| Kento                     | Kento Kobune                 |                                   |
| L.A. Park                 | Adolfo Tapia Ibarra          |                                   |
| La Parka Negra            | [ Note 1 ]                   |                                   |
| Laredo Kid                | [ Note 1 ]                   | AAA World Cruiserweight Champion  |
| Mecha Wolf                | John Jesús Yurnet            |                                   |
| Monster Clown             | Rafael Ramírez               | [ 5 ]                             |
| Mr. Iguana                | Drapeau du Mexique           | AAA World Mixed Tag Team Champion |
| Murder Clown              | [ Note 1 ]                   | AAA World Trios Champion          |
| Myzteziz Jr.              | Drapeau du Mexique           | [ 7 ]                             |
| Negro Casas               | José Casas Ruiz              |                                   |
| Niño Hamburguesa          | Ivan Flores                  | [ 8 ]                             |
| Nobu San                  | Nobuhiro Shimatani           |                                   |
| Noisy Boy                 | [ Note 1 ]                   |                                   |
| Octagón Jr.               | [ Note 1 ]                   |                                   |
| Pagano                    | José Julio Pacheco Hernández | AAA World Tag Team Champion       |
| Panic Clown               | [ Note 1 ]                   | AAA World Trios Champion          |
| Parker Boudreaux          | Parker Boudreaux             |                                   |
| Pierroth Jr.              | [ Note 1 ]                   |                                   |
| Pimpinela Escarlata       | Mario González Lozano        | [ 9 ]                             |
| Psicosis II               | Juan Ebodio Gonzalez         |                                   |
| Psycho Clown              | [ Note 1 ]                   | AAA World Tag Team Champion       |
| Sam Adonis                | Samuel Polinsky              |                                   |
| Sanson                    | [ Note 1 ]                   |                                   |
| Taurus                    | [ Note 1 ]                   | [ 11 ]                            |
| Takuma                    | Takuma Fujiwara              |                                   |

| Nom de ring     | Nom réel                        | Notes                             |
| --------------- | ------------------------------- | --------------------------------- |
| Adelicious      | Drapeau du Mexique              |                                   |
| Chik Tormenta   | Cristina Azpeitia Ramírez       |                                   |
| Dalys           | Drapeau du Mexique              |                                   |
| Estrellita      | Bibiana Ochoa Barradas          |                                   |
| Faby Apache     | Fabiola Balbuena Torres         |                                   |
| Flammer         | Drapeau du Mexique              | AAA Reina de Reinas Champion      |
| Julissa         | Jennifer Michell Cantú Iglesias |                                   |
| La Hiedra       | Drapeau du Mexique              | AAA World Mixed Tag Team Champion |
| Lady Shani      | Drapeau du Mexique              |                                   |
| Lady Wind       | Drapeau du Mexique              |                                   |
| Maravilla       | Drapeau du Mexique              |                                   |
| Reina Dorada    | Drapeau du Mexique              |                                   |
| Sussy Love      | Azucena Bautista Armas          |                                   |
| Valentynna Reis | Rita Reis                       |                                   |

| Nom de ring        | Nom réel           | Notes  |
| ------------------ | ------------------ | ------ |
| Mini Abismo Negro  | Drapeau du Mexique |        |
| Mini Monster Clown | Drapeau du Mexique |        |
| Mini Murder Clown  | Drapeau du Mexique |        |
| Mini Psycho Clown  | Drapeau du Mexique |        |
| Octagoncito        | Drapeau du Mexique | [ 12 ] |